# Новоивановское (Рузский городской округ)
Новоивановское — деревня в Рузском районе Московской области России, входит в состав сельского поселения Дороховское. Население 138 человек на 2006 год. До 2006 года Новоивановское входило в состав Космодемьянского сельского округа.
Деревня расположена на юге района, примерно в 30 километрах к югу от Рузы, высота центра над уровнем моря 196 м. Ближайшие населённые пункты — деревни Новомихайловское в 1 километре на север и Новоникольское — в 1,5 километра северо-западнее, с юга вплотную примыкает деревня Петропавловское.